# Megaselia stackelbergi
Megaselia stackelbergi är en tvåvingeart som beskrevs av Mikhail B. Mostovski och Ronald Henry Lambert Disney 2003. Megaselia stackelbergi ingår i släktet Megaselia och familjen puckelflugor. Inga underarter finns listade i Catalogue of Life.